# Pferdemarkt (Trier)

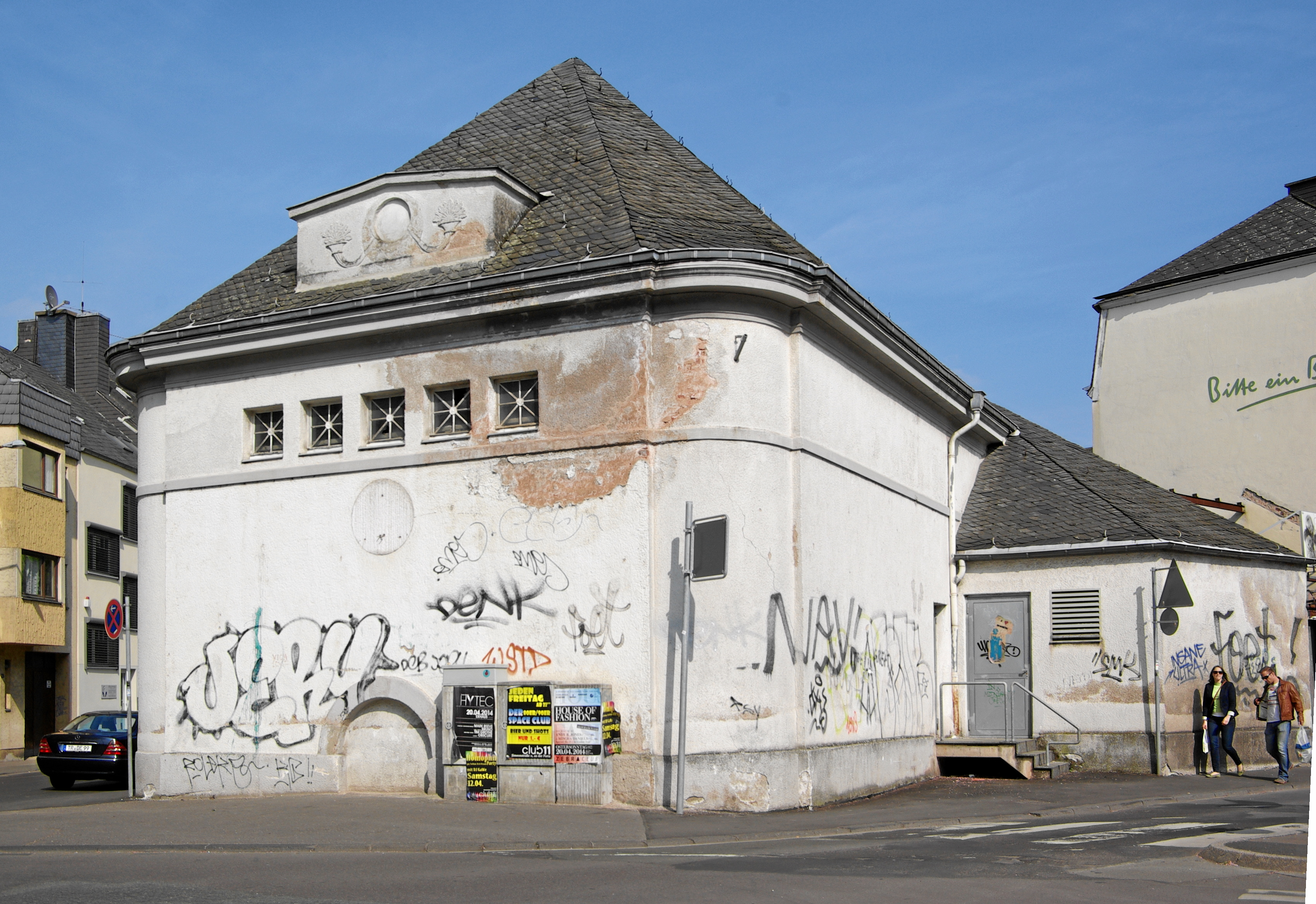
Pferdemarkt ohne Nummer, Transformatorenhaus, Walmdachbau mit Attika, Annexbauten, wohl vor 1914

Die Pferdemarkt ist ein Platz in Trier, der sich zum Norden des Stadtteils Mitte hin befindet.

## Lage
Der Platz ist heute vor allem als Straßenkreuzung von sieben sternförmig auf den Platz zu laufenden Straßen ein bedeutender Verkehrsknoten. Folgende Straßen laufen auf dem Platz zusammen (von Norden nach Süden im Uhrzeigersinn):
- Bruchhausenstraße
- Kutzbachstraße
- Moselstraße
- Jakobstraße
- Walramsneustraße
- Oerenstraße
- Deutschherrenstraße

## Geschichte
Der Pferdemarkt ist der mittelalterliche Stapelplatz der Stadt. Der Platz ist seit 1271 als platea Staffela nachgewiesen. Zunächst hieß der Platz daher ab dem 13. Jahrhundert „am Staffel“, ab dem 17. Jahrhundert dann „Pferdemarkt“. Als solcher wurde er jedoch nur bis ins 18. Jahrhundert benutzt. Im 19. Jahrhundert war der Pferdemarkt der Verkaufsplatz für Schweine.
Über den Platz verlief der ab 1250 bezeugte Abwasserkanal von der Jakobstraße in die Gasse An der Sug (heute Bruchhausenstraße), der ab 1460 auch Spülbach genannt wurde, bis zum Stadtgraben.
An der Nordseite des Pferdemarkts, genau genommen auf Höhe der Bruchhausenstraße 23, befand sich, bis zum Abriss im Dezember 2001, die Schnellimbiss-Gaststätte „Fengler“. Die einstöckige Holzbaracke hatte zu diesem Zeitpunkt insofern eine architektonische Besonderheit dargestellt, als dass sie zu den letzten noch vorhandenen Bauprovisorien zählte, die in der Trierer Nachkriegszeit entstanden waren und dann nicht selten mehrere Jahrzehnte überdauerten. Nachfolgebau wurde 2003 ein Wohn- und Geschäftshaus. Auf der Parzelle hinter der einstigen Gaststätte (Bruchhausenstraße 22A) und de facto immer noch an den Pferdemarkt unmittelbar angrenzend, eröffnete Ende 2006 ein neu errichtetes Seniorenheim. Ihm hatte ein kleiner ummauerter, jedoch kaum frequentierter  öffentlicher Spielplatz weichen müssen.

## Geschäfte

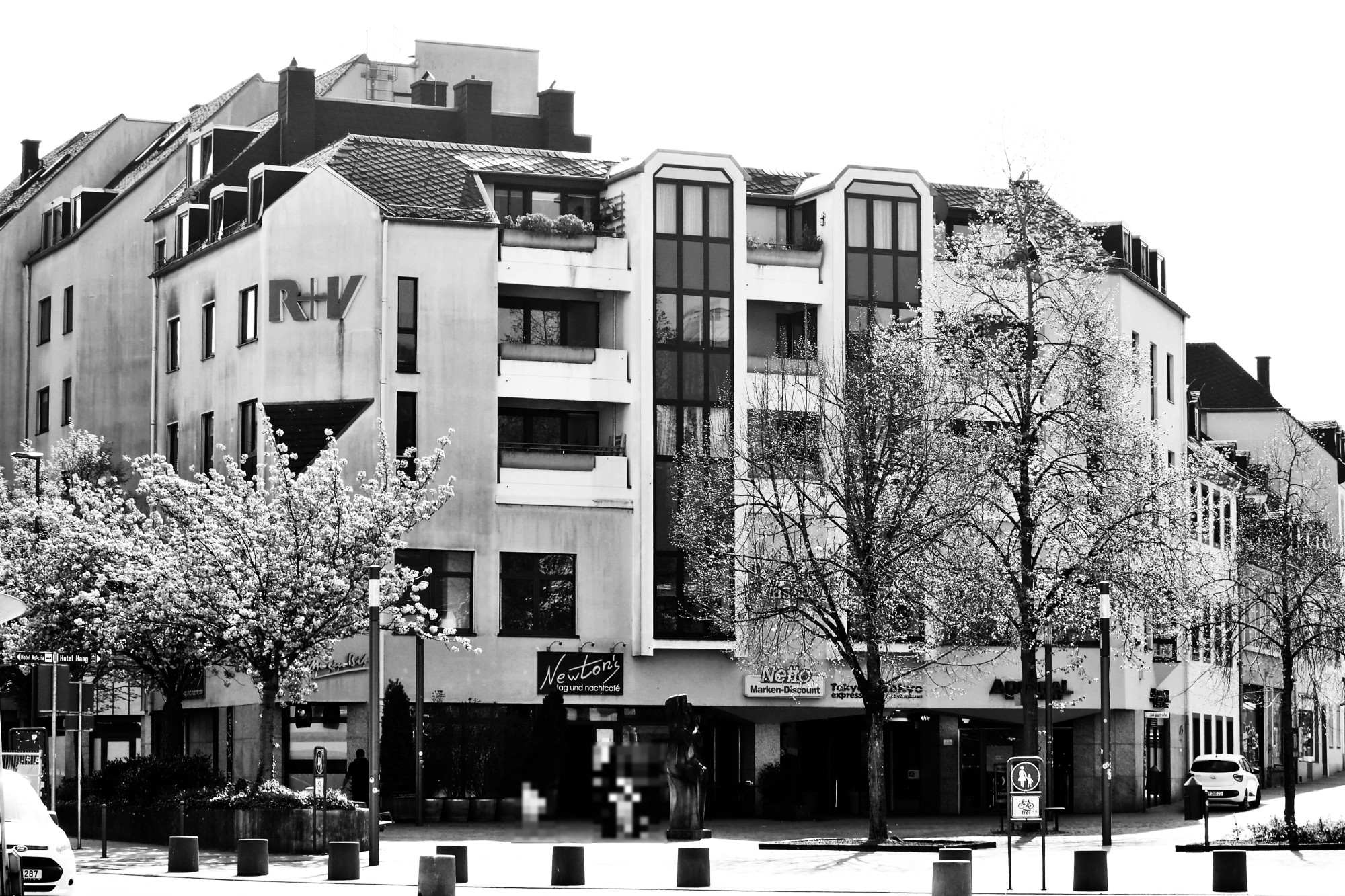
Treviris-Passage, Ansicht vom Pferdemarkt her

Im Umkreis des Platzes liegen mehrere Geschäfte und die Ladenpassage Treviris-Passage stößt direkt an den Pferdemarkt. In der Moselstraße befindet sich das Kino Cinemaxx. Auch die Trierer Fußgängerzone ist fußläufig zu erreichen.

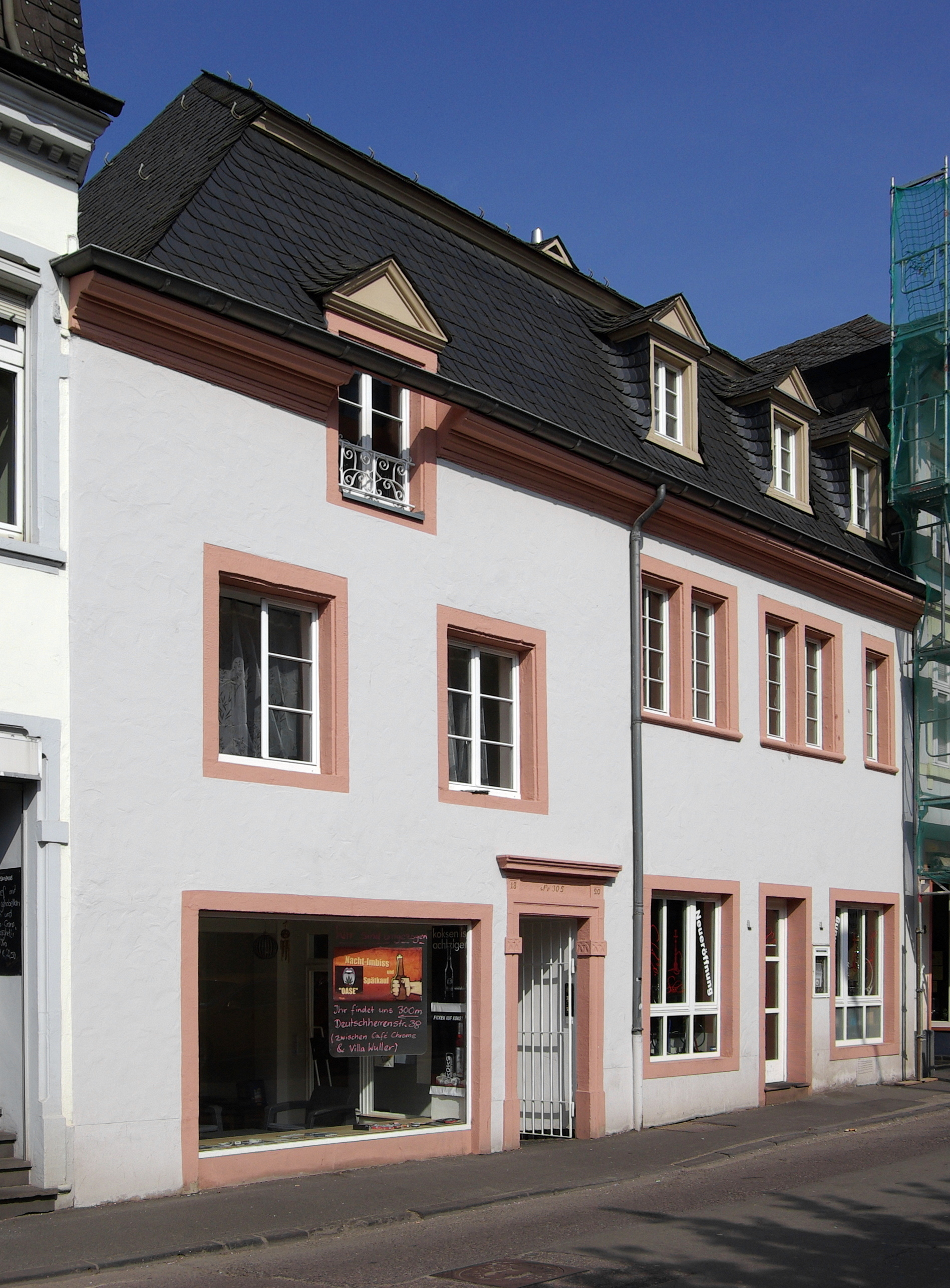
Doppelhaus Pferdemarkt 7

## Kulturdenkmäler
Am Pferdemarkt befinden sich drei Kulturdenkmäler.  Unter den Gebäuden sticht besonders das Doppelhaus am Pferdemarkt 7 hervor. Es zeichnet sich durch ihre Architektur- und Ausstattungsteile des 17. bis 20. Jahrhunderts aus, die gleich an beiden mehrfach überformten Haushälft finden lassen: Am ersten Haus findet man klassizistisches, rechteckiges Portalgewände mit Oberlicht und Horizontalverdachung. Kämpfer und Sturz unter dem Oberlicht werden hier von einem Kreuzbogenfries geziert. Der gebälkartige Streifen unter der Verdachung weist das Baudatum und die Hausnummerierung auf 18 -No. 305- 20. Am zweiten Haus befinden sich im Erdgeschoss  eine reich stuckierte Balkendecke des 17. Jahrhunderts (sogenannte Kölner Decke), eine spätbarocke, von Pilastern mit Rocaille-Kapitellen flankierte Ofennische und im Obergeschoss eine einfachere Ofennische, letztere vermutlich  aus dem frühen 19. Jahrhundert.
An der Einmündung zur Walramsneustraße lag das barocke, schon 1812 größtenteils abgebrochene Zisterzienserinnenkloster Sankt Anna.